# Reventazón
Der Reventazón (spanisch Río Reventazón) ist ein Fluss in Costa Rica. Er entsteht durch den Zusammenfluss des Orosi und Aguacaliente im Cachí-Stausee, fließt dann überwiegend in nordöstlicher Richtung und mündet einige Kilometer vor Erreichen des Karibischen Meeres in den Parismina. Die Stadt Puerto Limón liegt ca. 40 km südöstlich der Mündung.
Das Einzugsgebiet des Reventazón umfasst 2818 (bzw. 2.950) km². Als Länge werden 145 (bzw. 152 oder 180) km genannt. Er fließt durch die Provinzen Cartago und Limón.
Der Quellfluss Orosi entspringt beim Cerro de la Muerte, einem 3.491 m hohen Berg in der Cordillera de Talamanca.

## Wasserkraftwerke und Stauseen
Flussabwärts gesehen liegen am Reventazón die folgenden Wasserkraftwerke:
| Kraftwerk  | Betreiber    | Max. Leistung (MW) | Stausee    | Oberfläche (km²) | Volumen (Mio. m³) |
| ---------- | ------------ | ------------------ | ---------- | ---------------- | ----------------- |
| Cachí      | ICE          | 102                | Cachí      | 3,24             | 51                |
| La Joya    | Unión Fenosa | 50                 |            |                  |                   |
| Angostura  | ICE          | 177                | Angostura  | 2,56             | 17                |
| Reventazón | ICE          | 305,5              | Reventazón | 6,9              | 118               |